# Black Desert Online
Black Desert Online (검은사막) est un jeu vidéo de type MMORPG développé par Pearl Abyss (en) et édité par Kakao Games, sorti en 2015 sur Windows puis en 2019 sur Xbox One et PlayStation 4.
Le 24 février 2021, Kakao Games laisse la pleine gestion du jeu à Pearl Abyss. La migration des serveurs chez ce dernier, et leur ouverture, se firent le 25 février 2021.

## Gameplay
Le combat dans Black Desert Online est basé sur l'action, nécessitant une visée manuelle et des mouvements libres similaires à ceux que l'on trouve dans les jeux de tir à la troisième personne. Le jeu propose le logement, la pêche, l'agriculture et le commerce, ainsi que de grands événements de siège joueur contre joueur, et des batailles de château. Il est bien considéré pour sa personnalisation avancée et approfondie des personnages.
Un système de combat actif nécessite une visée manuelle précise, une esquive et l'utilisation de combos, contrairement au système de ciblage par onglet que l'on retrouve dans la plupart des MMORPG. Les compétences peuvent être activées en utilisant des combos pour attaquer, esquiver ou bloquer. Les joueurs peuvent également s'engager dans des combats à cheval,. Les montures s'acquièrent en les apprivoisant dans la nature, et les joueurs peuvent élever des montures spéciales en accouplant certains types. Les montures nécessitent d'être nourries et soignées, ne peuvent pas être stockées dans l'inventaire et peuvent être tuées.
Le jeu comprend un certain nombre de fonctionnalités pour favoriser l'immersion et l'aspect bac à sable. Le système météorologique dynamique et mondial comprend des événements à grande échelle tels que les typhons et influencera le gameplay. La météo locale comprend des événements tels que le brouillard temporaire, que les joueurs peuvent exploiter pour lancer des attaques surprises sur les structures des guildes rivales. Il existe également un cycle jour/nuit dynamique avec une progression graduelle des effets d'éclairage. Pendant la nuit, certains personnages non joueurs (PNJ) deviendront indisponibles car ils rentreront chez eux et les monstres laisseront tomber plus de loot. Le contenu du jeu varie selon qu'il fait jour ou nuit,. Le logement des joueurs est instancié et varie en taille et en emplacement. Les joueurs peuvent meubler et équiper leur logement en achetant des meubles auprès des PNJ ou en créant des objets artisanaux,. 

## Popularité
En septembre 2018, le jeu comptait 3,1 millions d'inscrits.